# 磨坝藏族乡
磨坝藏族乡是中华人民共和国甘肃省陇南市武都区下辖的一个民族乡。

## 行政区划
磨坝藏族乡下辖以下村级行政区划单位：
东岳山村、竹园子村、唐家村、磨坝村、潘家湾村、曹家湾村、小板石村和中腰村。